# 赏金猎人
赏金猎人或奖金猎人（英語：Bounty hunter）是为保释担保人工作的私人探员，负责抓捕逃犯或犯罪者，并为此收取報酬或悬赏，其在美国保释制度中占有重要作用，正式职称为保释执法员或逃犯追捕员，传统上不受警察和其他政府人员的法律约束。这是因为被告与保释担保人之间的保释协议，本质上是一份民事合同，所以一旦被保释者逃亡或未准时出庭，担保人就有义务负责执行追捕及确保被告人出庭接受审判；由于赏金猎人并非警察，因此实行追捕需要承担法律责任，而政府人员则免受法律责任的侵害，因为这些豁免权使警察能够有效地履行职责，而不必担心诉讼。赏金猎人通常是被僱傭的独立承包人，他们会从逃犯及其共同签署人所欠的保释金总额中抽取佣金，并提供自己的专业责任保险，只有在找到“逃犯”并将其抓获时才能获得报酬。
赏金猎人制度源于中世纪时期形成的普通法，美国赏金猎人拥有合法的法律地位，主要源于1872年最高法院判决的“泰勒诉坦托案”（Taylor v. Taintor）。赏金猎人制度在历史上曾在世界许多地方存在，然而直到21世纪，在大多数国家地区的法律地位已被认定为非法，因此现今的赏金猎人制度几乎只在美国存在。美国各州对赏金猎人制度合法性的规定差异很大，伊利诺伊州、肯塔基州、俄勒冈州和威斯康星州已将商业保释定为非法，而怀俄明州则几乎没有任何法规来规范赏金猎人制度。
“赏金猎人”一词在动漫、小说、电子游戏、影视中多有出现，现实中也可以指“为了奖金而参加比赛的人”，其中包括猜謎等各种智力竞赛的参赛者，以及寻找漏洞的白帽黑客。

## 历史
“赏金猎人”一词在历史中并不区分合法或非法活动，它通常指任何为获取奖励而追踪并羁押通缉犯，或为政府或私人客户提供其死亡证据的人。通缉赏金通常是由治安机构提供，尤其是在“狂野西部”等广阔地区，当时由于地理条件的限制，政府难以进行有效的起诉；与此同时，铁路或驿马车公司等私营公司，也会为抓获嫌疑人提供奖励。
1873年，美国最高法院在泰勒诉坦托案中裁定，赏金猎人是美国执法体系的一部分：
嫌疑人交付保释金之后，即被视为转交给担保人看管，其职责是在候审期间延续羁押嫌疑人。无论何时，担保人都可以缉拿嫌疑人交还当局，如果暂时无法交还当局，担保人可以拘留嫌疑人，直至能将其送交当局羁押为止。担保人本人或其代理人均可行使以上权利。他们可以跨州追捕在逃嫌疑人，也可以在安息日拘捕他；并且，若有必要，他们可以为此目的破门闯入其家中抓捕。抓捕在逃嫌疑人并非新的法律程序，也不需要新的法律程序，就像警长（Sheriff）重新逮捕越狱的逃犯一样。
当时赏金猎人的主要工作，是抓捕通缉犯和从美国印第安寄宿学校逃跑的儿童。
现今，赏金猎人主要是逮捕那些弃保或潜逃的人，通常（并且更正式的）被称为“保释执行人员”（bail enforcement agents）或“逃犯追捕人员”（fugitive recovery agents）。 他们在执行逮捕行动时，会穿着防弹背心、佩戴执法徽章，以及其他印有“bail enforcement agent”或类似头衔的服装。 许多人员会配备枪支，有时也配备致命性较低的武器，例如：泰瑟、警棍、催淚彈（CS催淚性毒氣、辣椒噴霧）、胡椒球彈。
全国逃犯追捕人员协会（National Association of Fugitive Recovery Agents）是在美国代表这个行业的专业协会。

## 职能

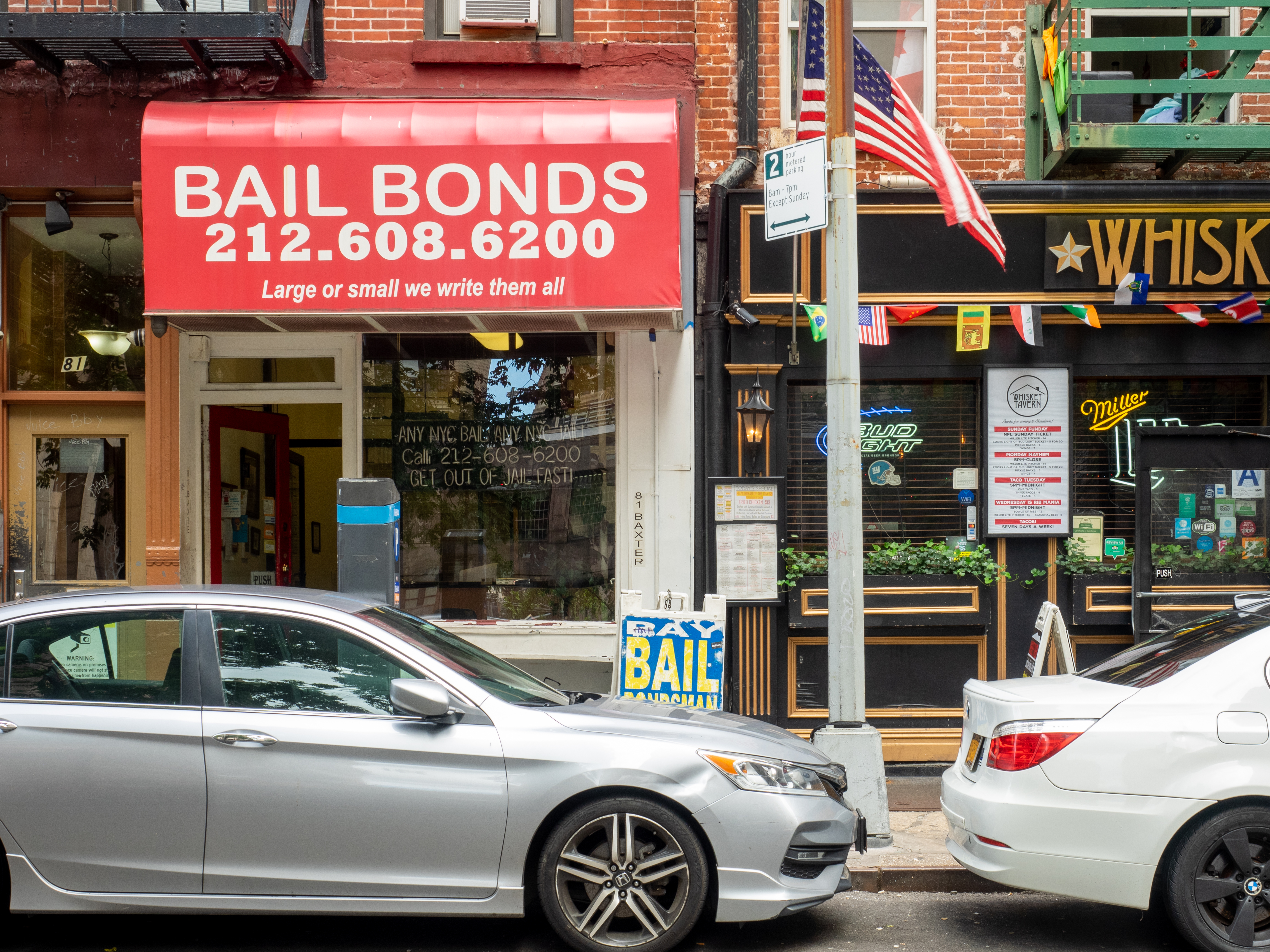
纽约市曼哈顿区纽约市刑事法院外的一家商业保释担保人

美国赏金猎人是因为当地的保释制度而得以保存，如果被告人在刑事诉讼中不想在监狱里度过候审期限，可以缴纳保释金候审，他们可以支付一定的费用，向商业保释担保人借取保释金，通常须要使用房产或汽车等资产作为借取保释金的额外担保。 这是确保被告人按期出庭受审的一种方式，如果被告人未能准时出庭，且未在一定期限内被再次拘捕，则保释担保人将无法收回预付的保释保证金。 政府通常会向逃保人发出令状，但不会立即采取进一步行动；因此，保释担保人将会尽力自行或聘用代理人（即赏金猎人）追捕弃保潜逃者。
赏金猎人的权力可以追溯至1873年美国最高法院在泰勒诉坦托案的裁决，该案引述为被告人作为一名被拘留的人，为其支付保释金的担保人负有行使看管的权利，另一个法律依据是保释担保人与被告人之间签订的合同。
根据估计，全美约有15,000名保释担保人； 截至2003年，每年约有超过31,500人获得保释后，未能准时出庭或行踪不明， 赏金猎人声称成功追回约90%的逃保人，将其羁押并移交给司法部门。 赏金猎人通常会获得相当于保释金额10—15%左右的报酬， 具体报酬则因人而异，通常取决于任务的难易程度与免除保释金的方式，这笔报酬由被告人向保释担保人支付的保释佣金中支付。

## 法律法规

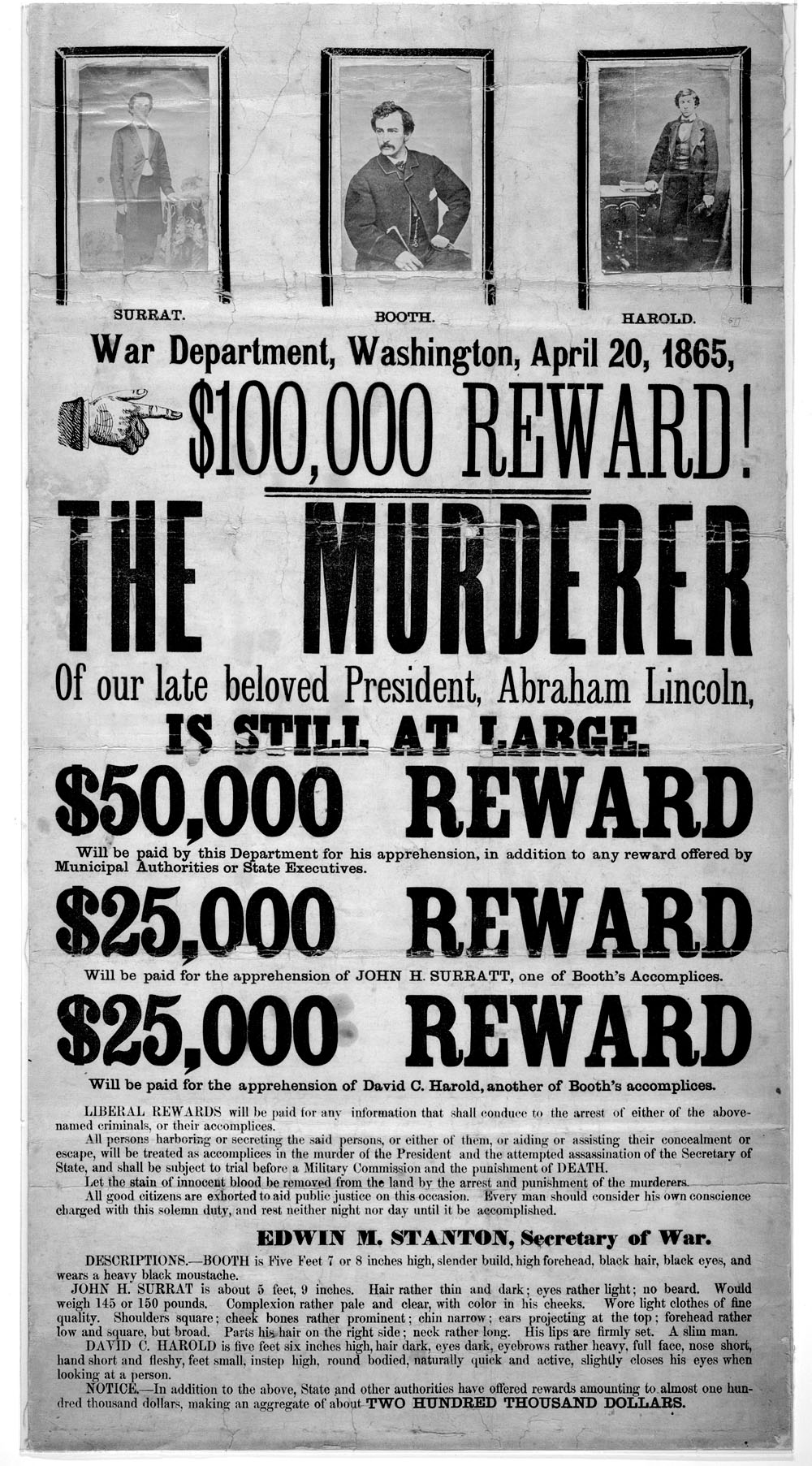
约翰·威尔克斯·布斯及其同伙在刺杀林肯后由美国战争部发出的通缉海报

赏金猎人搜捕目标时拥有不同的权力，具体取决于他们所在的州份。除非各州有适用的限制，否则赏金猎人可以在没有任何令状的情况下，进入逃保人的合法住所，但必须持有逃保人签署保释合同的正本文件，以重新执行羁押，并且不会因绑架而被起诉；不过，赏金猎人必须确定逃保人确实在里面，以及对逮捕所造成的任何财产损失承担个人责任。赏金猎人的身份并不自动赋予他们像警察般携带枪支的权利，在这些情况下，他们必须自行申请拥枪权。
美国各州法律对赏金猎人的规范差别很大，有些州只需要获得保释担保人的雇佣，没有其他任何培训或许可限制；有些州必须参加符合规范的培训课程，才能获得执照并成为赏金猎人； 有些州必须在逮捕前向法院登记，以免被指控为绑架；有些州要求赏金猎人佩戴可以表明身份的徽章，但其他州禁止佩戴徽章以避免与警察混淆；赏金猎人是否必须将逮捕计划告知警方，或者赏金猎人是否被允许自行逮捕，也因不同州份而异。
截至2008年为止，伊利诺伊州、肯塔基州、俄勒冈州和威斯康辛州已经完全禁止赏金猎人，因为这四个州已经废除商业保释金行业。 2012年起，内布拉斯加州和缅因州同样禁止商业保释金。 德克萨斯州和加利福尼亚州要求从事赏金猎人必须持有许可证，而其他州可能没有限制。 有些州已经制订严格的法规，以对赏金猎人进行管理和规范，例如：明尼苏达州的法律规定，赏金猎人不得驾驶白色、黑色、栗色或深绿色的车辆，不得穿着该州执法人员专属的任何颜色的服装，以避免与执法人员混淆。
州法律通常对州外的赏金猎人可能施加特别要求，因此逃犯可以通过进入保释担保人管辖权有限，或者没有管辖权的州份来暂时逃避逮捕。 印第安保留地被视为拥有主权，这意味着他们拥有自己的政府和法律，一般禁止赏金猎人在部落土地上活动；部落警察主要负责执行部落法律并逮捕在部落土地上违法的人，如果逃犯在保留地内被抓获，他们可能会被引渡到签发逮捕令的司法管辖区。

### 康涅狄格州
康涅狄格州拥有一套详细的执照办理流程，要求任何想要成为保释执法人员的个人，首先获得公共安全专员颁发的专业执照，具体规定如下：“任何人不得作为刑事诉讼中保释金的担保人或该担保人的代理人，从事拘押或试图拘押未出庭且已获得重新逮捕令或拘捕令的保释金委托人的业务，除非该人已获得保释执法人员执照。”康涅狄格州的标准非常严格，要求保释执法员通过全面的背景调查，并且在执行追捕逃犯任务时必须穿着制服、通知当地警察局、佩戴徽章，并且只能携带获得许可和批准的枪支。
康涅狄格州有几所获得州警认证的培训学校，可为保释执法人员提供法规要求至少20小时的刑事司法课程，以及至少8小时枪械课程的预发证前培训；较为先进的学校还提供战术枪械方面的专门培训，以帮助从业人员做好执行危险追捕行动的准备。

### 佛罗里达州
佛罗里达州只有获得金融服务部代理和代理机构许可局认证的“有限担保代理人”（limited surety agent），才能合法逮捕弃保逃犯；此外，执法部门可以根据逮捕令逮捕逃犯。 根据《佛罗里达州法规》（Florida Statutes）第648章关于保释金代理人的规定，“任何人不得在本州自称是保释执行代理人、赏金猎人或其他类似头衔。”

### 路易斯安那州
路易斯安那州要求赏金猎人必须穿着能表明其身份的服装。

### 内华达州
内华达州的赏金猎人被称为保释执行代理人或保释执行律师，为了满足州政府的要求，他们必须完成至少80小时的培训（或获得POST认证），并在受雇九个月内通过所需考试，以及获得内华达州保险部门（Nevada Division of Insurance）颁发的保释执行代理人执照。

### 德克萨斯州
得克萨斯州的赏金猎人必须是治安官（peace officer）、三级（武装）保全员或私家侦探。

## 跨国行动
国际引渡只能依据逃犯所在国家签订的国际条约授权而存在，引渡条约将引渡限制在某些特定的罪行上，并非所有逃犯都能够被引渡。一般来说，逃犯被指控犯下的罪行，必须在寻求引渡的司法管辖区内，同样被认定为犯罪行为。
如果保释代理人试图在美国境外逮捕逃犯，他们可能会面临严重的法律问题，因为他们在美国境外没有合法的逮捕权，而将逃犯拘留可能会被指控为绑架，或者犯下其他严重的罪行。虽然美国政府和大多数州承认保释执行员或逃犯追捕员的权力，但其他国家（包括美国境内的原住民保留地）政府并不承认这些权力。
美国赏金猎人杜安·查普曼（绰号“犬”，真人秀节目《犬》的主演），在墨西哥逮捕悬赏千万的强奸犯兼逃犯安德鲁·卢斯特后被捕，查普曼随即被释放； 然而，却被墨西哥检察官宣布为逃犯，其在美国被扣留准备引渡回墨西哥；由于犯罪已超过诉讼时效，所有的指控较后均被撤销，查普曼坚称根据墨西哥的公民逮捕法，他和同伙的行为符合规定。

## 控诉
赏金猎人丹尼尔·基尔（Daniel Kear），在加拿大一处住所追捕并绑架西德尼·贾菲，将他带回佛罗里达州接受审判。基尔于1983年被引渡到加拿大，并被判犯有绑架罪。 在其他不同的案件中，也有几名赏金猎人因杀害逃犯或抓错人而被捕。
赏金猎人与警察不同，他们的行为受到保释法的约束，而不是全面的执法权力，他们不能进行与追捕目标无关的执法行动；与此同时，没有法律可以保障他们免受非逃犯的伤害，而且也几乎没有法律保障他们免受目标的伤害。
赏金猎人理查德·詹姆斯（Richard James）和他的搭档D·G·皮尔森（DG Pearson），于2001年在一次逮捕行动中因重罪指控被捕，这些指控由逃犯及其家人提出；后来，该县治安官部门再次试图逮捕逃犯时，逃犯的妻子枪杀一名副治安官，使得赏金猎人的指控被撤销，赏金猎人随后起诉逃犯及其家人，并赢得惡意檢控的民事诉讼，判决金额为150万美元。

## 菲律宾
菲律宾是除美国之外，唯一允许赏金猎人合法存在的国家。

## 流行文化
赏金猎人是在西部题材作品中除治安官之外，最常登场的主要角色之一。赏金猎人通常被描述为在盗匪猖獗或目无法纪的背景下，从一个城镇到另一个城镇，寻找赏金的流浪枪手，意式西部片 《黄昏双镖客》、《午夜狂奔》、《多米诺骨牌》和《被解救的姜戈》等电影作品中，都曾经采用过赏金猎人的形象。欧美动作犯罪电视剧集《堕落的人》、《叛徒》以及真人秀纪录片《犬》等，都以赏金猎人为主角，他们四处奔波寻找并击败恶棍，以此创作出正义战胜邪恶的剧情。
赏金猎人也经常出现在太空歌劇和奇幻等虚构题材作品，強格·費特和波巴·费特父子是星球大战世界观中著名的赏金猎人，日本科幻动画《星際牛仔》中则描述2071年一群赏金猎人的太空冒险故事。
“赏金猎人”在流行语中可以指“为了奖金而参加比赛的人”，参加者收集各种比赛的信息，例如：摄影、征文写作等，研究及创作出迎合评审喜好的作品，以此获取奖金。 日本电竞俚称的“赏金猎人”是以高额奖金为目标的玩家，然而在日本电竞比赛中提供高额奖金，可能会引发《娱乐及游艺业法》、《特定商业交易法》以及有关赌博罪的刑法等问题。